# Haast (Nueva Zelanda)

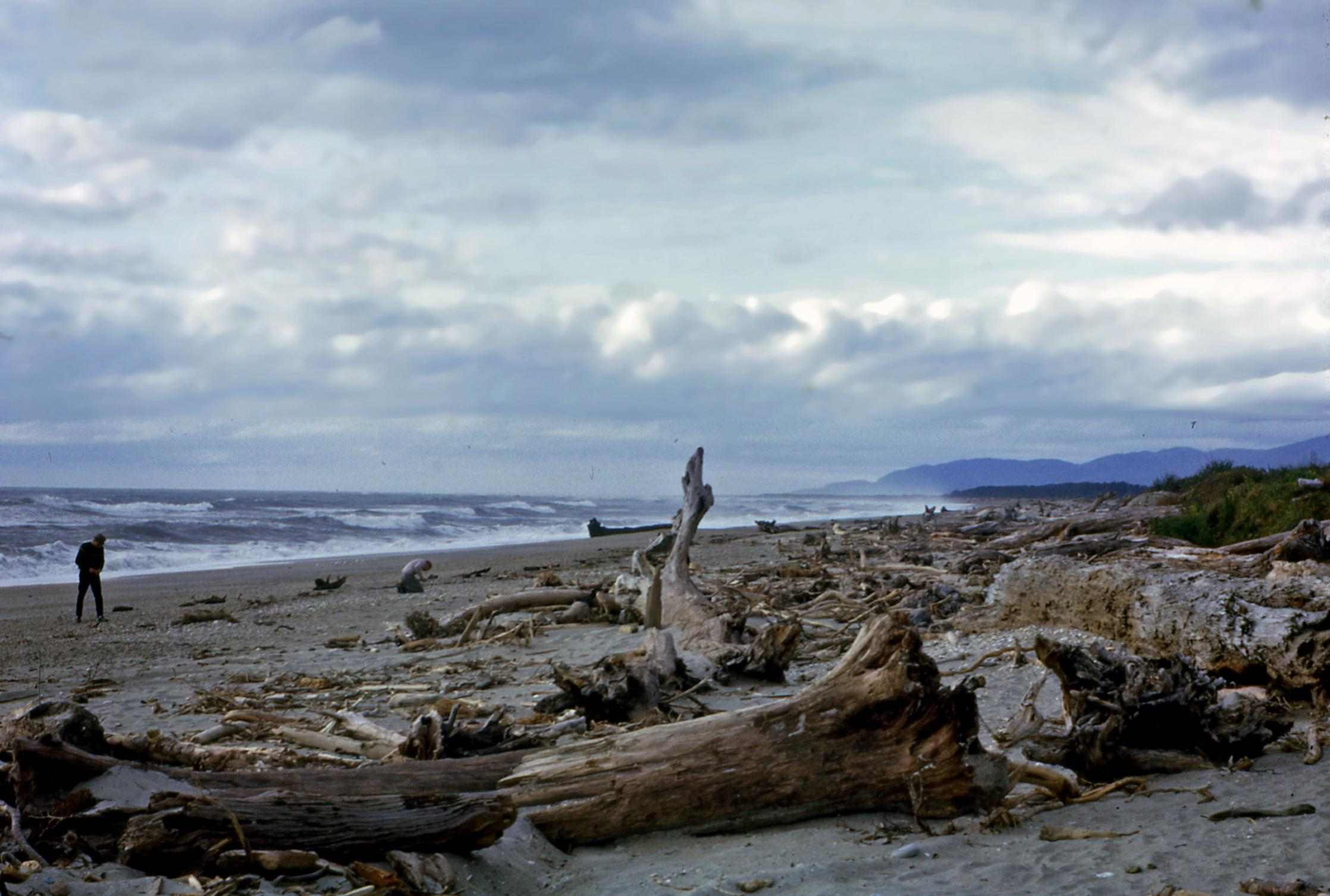
Playa de Haast en 1968.

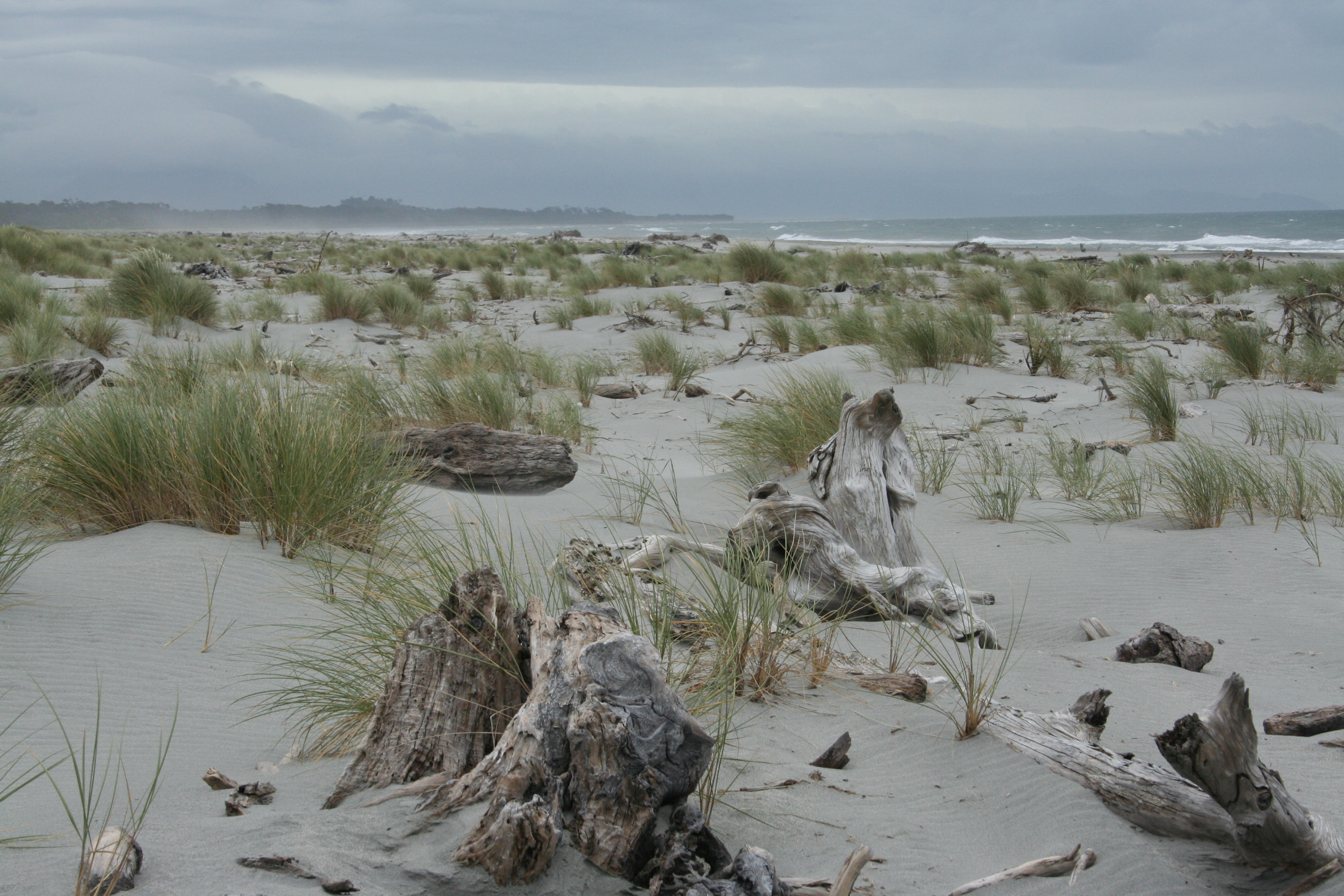
Playa de Haast en 2007.

Haast es una población en la región West Coast de Nueva Zelanda. 
Se extiende a lo largo de tres pequeños núcleos llamados Haast township (poblado), Haast Beach (playa) y Haast Junction (cruce). Se encuentra próximo a la desembocadura del río Haast. El lago Moetaki está 30 km al noroeste y el Paso de Haast a 63 km al sureste por carretera. La carretera estatal 6 pasa por el este del poblado. En censo neozelandés de 2006 registra una población de 297 para la zona estadística de Haast, que es mayor que la localidad. Esto supuso un descenso de 15 personas desde el censo de 2001. Las principiales actividades económicas son la agricultura, la pesca y el turismo. Se encuentra dentro del área de Te Wahipounamu que es Patrimonio de la Humanidad. La localidad lleva su nombre por el explorador Julius von Haast.
El Departamento de Conservación gestiona un centro para visitantes que ofrece información sobre los alrededores.
La tokoeka de Haast, es una rara subespecie de kiwi que tan solo se encuentra en las montañas cercanas a Haast.

## Historia
Los asentamientos europeos en la zona datan de la década de 1870. Hasta 1966 Haast no tuvo carreteras que la conectaran con el resto de Nueva Zelanda. En ese año se abrió la carretera a Wanaka. Hasta entonces solo había pistas forestales hacia el norte y el este, así como transporte por barco.
En 1970 Haast fue el escenario de un crimen no resuelto. El 18 de enero de 1970 se encontró el cadáver de Jennifer Mary Beard bajo el puente del río Haast. El principal sospechoso se llamó Gordon Bray, de Timaru ya fallecido y que nunca fue encausado. La Policía no tiene previsto reabrir el caso.

## Educación
Existe una escuela primaria para niños de uno a ocho años.